# فیروزکوه (تهران)
فیروزکوه مرکز شهرستان فیروزکوه در استان تهران است که در جنوب رشته کوه‌های البرز و سر راه عبور به سه استان تهران و سمنان و مازندران در دشتی وسیع که با کوهستان‌های سر به فلک کشیده احاطه شده است قرار گرفته است، مردم فیروزکوه به زبان طبری فیروزکوهی که شاخه‌ای از زبان طبری است و در پهنۀ کوهستان البرز از فیروزکوه تا طالقان استان البرز گویشور دارد سخن می‌گویند.

## مردم

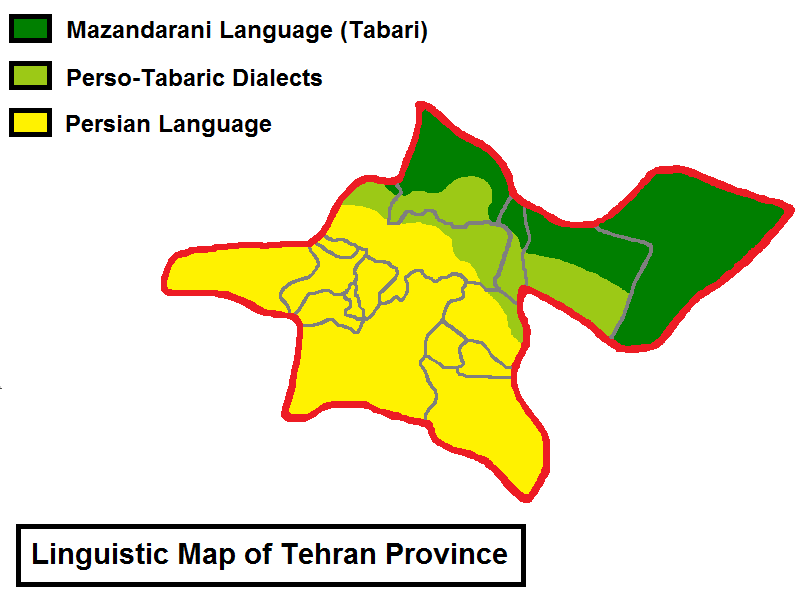
نقشهٔ زبانی استان تهران ،رنگ سبز تیره زبان مازندرانی ، رنگ سبز روشن گویش های فارسی-مازندرانی(تجریشی، لواسانی و دماوندی) ، رنگ زرد زبان فارسی

شهر فیروز کوه ۱۷٬۴۵۳ نفر جمعیت دارد. مردم فیروزکوه به زبان طبری سخن می‌گویند و کوتوالان قلعه فیروزکوه که از خانواده کیا و کیائی بودند در دوران ملوک الطوایفی به قسمت اعظمی از مازندران حوالی دیلمان فرمان می‌راندند‌.

## جغرافیای تاریخی
فیروزکوه یکی از بخش‌های کوهستانی تبرستان باستانی بود که از شمال به سوادکوه و از جنوب به خوار و از باختر به دماوند همسایه بود. نام طبرستان پیش از اسلام به‌صورت تپورستان بود که ریشه در نام قوم تپور دارد که در شمال ایران و ارتفاعات البرز سکونت داشتند و پس از اسلام طبری نام گرفتند.
یاقوت حموی در معجم‌البلدان فیروزکوه را از قلعه‌های سرزمین طبرستان دانسته و در مورد فیروزکوه آورده است:

و فیروزکوه قلعة فی بلاد طبرستان قرب دنباوند مشرف علی بلدة یقال لها ویمه رایتها

حمدالله مستوفی در کتاب نزهةالقلوب از ولایت مازندران و ولایت قومس و طبرستان سخن آورده و از فیروزکوه به عنوان یکی از شهرهای ولایت قومس و طبرستان یاد شده است:

در این کتاب جرجان، استرآباد، آمل، دهستان، رستمدار، ساری و روغد از شهرهای مازندران یاد شده و خوار، دامغان، سمنان، بسطام، فیروزکوه و دماوند را از شهرهای قومس و طبرستان شمرده شده است.

حمدالله مستوفی در کتاب نزهةالقلوب آورده است:

فیروزکوه قلعه‌ای است که کوه دماوند بر آن مشرف است ؛ هوایش سرد، درخت نباشد و غلات بسیار زراعت کنند، حاصل نیکو دارد و آب خوار از در قلعه و دیه میگذرد.

اعتمادالسلطنه در مطلع الشمس آورده است:

فیروزکوه ولایتی است ما بین دماوند و هزارجریب، آبش از رودخانه‌ها است و فاضلاب آن به خوار میرود، هوایش خوب و شکارگاه مرغوب دارد، مردم آنجا سفید چهره‌اند و اثنی عشری.

اعتمادالسلطنه در مطلع الشمس آورده است:

فیروزکوه سه حمام و شش یا هفت باب مسجد، یک تکیه و سه آسیا و سی کاروانسرای بارانداز و پنجاه باب دکان دارد و سکنه آن تقریبا ۱۲۰۰ خانوار و هفت طایفه اند: طایفه شیرازی، طایفه کیائیه، طایفه شهرآشوب، طایفه رئیسی، طایفه کاردگر، طایفه فخرآور و طایفه بابتیه که میرزا فضل الله خان و میرزا امان الله، مستوفی این شهر از این طایفه‌اند.

ظهیرالدین مرعشی در کتاب تاریخ طبرستان و رویان و مازندران می‌نویسد:
حد طبرستان از طرف شرقی دیناره‌جاری و از طرف غربی ملاط که آن قریه شهر هوسم که اکنون به فرضه روده‌سر اشتهارد دارد. حد مازندران از طرف شرقی بیشه انجدان می‌باشد و از طرف غربی ملاط می‌باشد. حد گرگان حالیا که به استرآباد مشهور است و اصلا دهستان میگفتند شرقی دیناره جاری است که حد شرقی تمام طبرستان است و غربی انجدان که حد شرقی مازندران است. به گفتهٔ ظهیرالدین مرعشی مازندران بخشی از طبرستان است و سرزمین طبرستان، گرگان و مازندران هر دو را در بر می‌گرفت.
دهخدا در فرهنگ خود ذیل واژه تبرستان می نویسد:

آنچه از تاریخ طبرستان معلوم است و آن ولایت به تبرستان که لفظ فارسی قدیم است موسوم شده و حدود آن رویان، نور، کجور، آمل، ساری، استرآباد، گرگان، لاریجان، گیلان، دماوند، سوادکوه، دامغان، سمنان، تهران، رودبار و قزوین بوده.

## قومیت

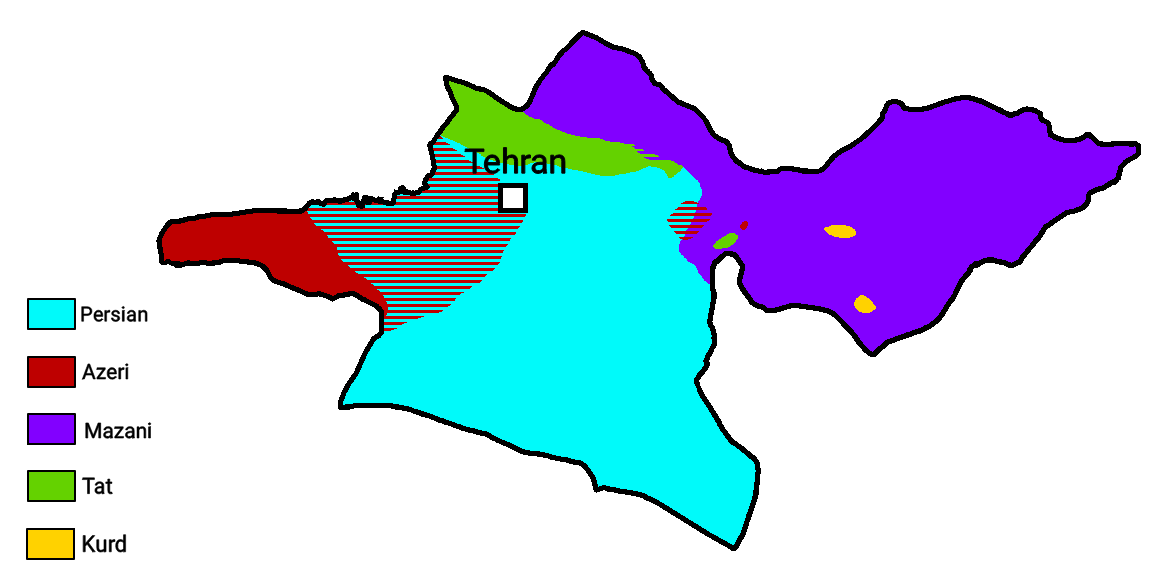
پراکنش اقوام در تهران

فیروزکوهی‌ها از قوم تبری می‌باشند که ریشه در قوم باستانی آمارد و تپور دارند که گروهی از تپورها در شمال قومس (سمنان) و ارتفاعات البرز سکونت داشتند.

### جایگاه قوم تپور
استرابون (۶۳ ق. م) اقوام تپوری را در کنار اقوام آمارد به‌عنوان اقوام کوهستان نشین در شمال کشور یاد می‌کند. استرابو می‌نویسد: تمام مناطق این کشور به استثنای بخشی به سمت شمال که کوهستانی و ناهموار و سرد است و محل زندگی کوهنشینانی به نام کادوسی (Cadusii) و آماردی (Amardi) و تپوری (Tapyri) و کرتی (Cyrtii) و سایر مردمان دیگراست، حاصلخیز است.
استرابون (۶۳ ق. م) اعتقاد دارد نواحی تپور و ری و دروازه کاسپین بخشی از سرزمین ماد بود که اشکانیان بر آن سلطه یافتند و می‌نویسد: مناطقی از کشور پارت قومس (Comisene) و (Chorene) است و می‌توان گفت کل منطقه ای است که تا دروازه کاسپین (Caspian Gates) و ری (Rhagae) و تپوری (Tapyri) گسترش می‌یابد، که قبلاً متعلق به ماد بود.
بطلمیوس(۹۰–۱۶۸ میلادی) در کتاب ۶، فصل ۲، بخش ۶ از جغرافیای خود که دربارهٔ سرزمین ماد هست، از تیره دیگری از قوم تپور یاد کرده که در شمال قومس (choromithrena) و منطقه الیماس (helymais) تا سرچشمه رود چرینداس (charindas river) (رودخانه چرینداس در شرق مازندران واقع شده است) در سرزمین ماد ساکن بودند. بطلمیوس می نویسد سرزمین قومس (choromithrena) تا پارت ادامه می‌یابد و در شمال آن الیمایس (helymais) هست، از آنجا تا سرچمشه‌های رودخانه چرینداس (charindas) مناطقی هستند که تپوری‌ها (tapuri) ساکن هستند.

### تاریخ قوم تپور
به گفته کتزیاس (۴۴۱–۳۹۲ق. م) نینوس پادشاه آشور تپوریان را مطیع خویش کرد.
بنابر گزارش کوینت کورس مورخ رومی، ۱۰۰۰ کماندار تپوری در جنگ گوگمل و در ارتش داریوش سوم هخامنشی حضور داشتند.
کوینت کورس می‌نویسد: در همسایگی هیرکانیا مردمی می‌زیستند که موسوم به ماردها بودند. اینها حاضر نشدند رسولانی نزد اسکندر فرستاده و تمکین کنند. این قضیه بسیار به اسکندر گران آمد و گفت: خیلی غریب است که یک مشت مارد نمی‌خواهند مرا فاتح بدانند. پس از آن از قشون خود عده ای از سپاهیان زبده برداشته و قصد ماردها حرکت کرد و در طلیعه صبح مقابل آنها پدید آمد. ماردها بلندی‌ها رااشغال کرده بودند و اسکندر پس از جنگ آنها را از مواقعشان براند.  بر اثر این احوال آنها به داخل مملکت خود عقب نشستند و دهات همجوار به دست مقدونی‌ها افتاد. ولی پس از آن حرکت قشون مقدونی به درون ولایت آنها دچار مشکل گردید، توضیح آنکه جنگل‌های وسیع و کوه‌های بلند در اینجا زیاد بود و بومی‌ها جلگه‌ها را هم با استحکاماتی  سد کرده بودند.
کوینت کورس این استحکامات را چنین شرح میدهد:  تپوری‌ها مخصوصا (به عمد) درختان را خیلی نزدیک به هم کاشته اند. پس از آنکه این درختها قدری نشو و نما کرد، ماردها جوانه‌های درختان را با دست در خاک فرو میبرند و هر یک از جوانه‌ها جوانه‌های دیگری را بیرون می‌دهد ولی تپوری‌ها نمی‌گذارند جوانه‌ها به‌طور طبیعی برویند  بلکه آنها را بهم نزدیک کرده گره میزنند و بعد این ترکه ها دارای برگهای ضخیم میگردد تمام این زمین را فرو می‌گیرد. بدین ترتیب از جوانه‌ها و شاخ و برگ‌های آنها دامی مانند تور ایجاد شده تمام راه را مسدود می‌دارد. برای حرکت قشون اسکندر چاره ای جز استعمال تبر نبود ولی آنهم در مقابل سختی درختان  که از گره‌های زیاد و از شاخه های درهم دویده حاصل شده بود به کار نمی‌آمد.
از طرف دیگر تپوری‌ها در پناه استحکامات خود به مقدونی ها باران تیر می‌باریدند. بالاخره اسکندر امر کرد که این جنگل ها را از هر طرف احاطه کنند و اگر روزنه‌ای یافتند حمله برند. مقدونی‌ها چنین کردند و چون محل را نمی‌شناختند اغلب مقدونی‌ها راه را گم کردند. در این احوال تپوری‌ها اسب اسکندر که بوسیفال نام داشت را ربودند. اسکندر چون این اسب را خیلی دوست می‌داشت در خشم فرو رفت  جارچی فرستاده، تهدید کرد که اگر اسب او را پس ندهند به احدی امان نخواهد داد. پس از این تپوری ها اسب را به او رد کردند با وجود این اسکندر امر کرد درختان را بیندازند از کوه خاک آورده روی جوانه‌ها و شاخ و برگ‌ها بریزند. مقدونی‌ها به اجرایی امر اسکندر پرداختند و تپوری‌ها چون دیدند استحکامات آنها بدین ترتیب خراب خواهد شد فرستاده‌ای فرستادند و تمکین کردند. پس از آن اسکندر فرادات را حاکم آنها قرار داده و به اردوی خود برگشت.
فرادات حاکم تپورهای بخش شمالی تپورستان (دشت و هامون) بوده که با اسکندر مصالحه نمود و تپورهای بخش جنوبی تپورستان (کوهپایه و کوهستان) فرمانروای دیگری داشتند که حاضر به مصالحه با اسکندر نبودند و در نهایت فرادات بر سرزمین تپورهای کوهستان و آماردها دست یافت.

## تاریخ و اساطیر
فیروزکوه شهری قدیمی است که برخی آن را با حوادث مرتبط با دماوند هم چون افسانه فریدون و ضحاک مرتبط می‌دانند. یکی از نوشته‌های معتبر دربارهٔ تاریخ این شهر به نوشته محمدبن جریر طبری (۳۱۰–۲۲۶ ه‍. ق) در کتاب «تاریخ الرسل و الملوک» بازمی‌گردد.
در این نوشته طبری می‌نویسد:

«فیروز پسر یزدگرد، پسر بهرام بود و پادشاهی وی پس از آن بود که برادر و سه تن از خاندان خویش را کشت. گویند در ملک وی هفت سال پیاپی قحطی شد و در آن دوران سخت، رعیت را چنان راه برد که هیچ‌کس از گرسنگی نمرد مگر یکی و او به خداوند نالید که رحمت خویش از او و رعیت او دریغ ندارد و باران ببارد و خدای اجابت کرد ولایت مانند پیش پرآب شد و درختان جان گرفت. فیروز بگفت تا به ری شهری بسازند و آن را فیروز نام کرد و مابین گرگان و دربند نیز شهری بساختند و آن را فیروز نام کردند و…»

## آب و هوای فیروزکوه
از نظر ویژگی‌های آب و هوایی و اقلیمی، این شهرستان دارای زمستان سرد و تابستان معتدل و خنک می‌باشد. متوسط بارندگی سالانه سال ۱۳۸۰ در این ۲۳۰ میلی‌متر بوده و حداکثر بارندگی ۲۴ ساعته ۲٫۴۰ و تعداد روزهای یخبندان ۱۷۴ روز می‌باشد.

## صنایع و معادن
در این شهرستان اولین کارخانه صنعتی توسط شرکت تأمین ماسه ریخته‌گری (سهامی عام) درسال۱۳۵۱هجری شمسی باهدف تأمین نیاز صنعت ریخته‌گری کشور تأسیس شد وتا کنون به کار خود ادامه می‌دهد. این کارخانه دارای۲۰۰نفر نیروی مشغول به کاراست که بیش از۱۷۰نفر آنها بومی هستند. درراستای ایجاد اشتغال بیش ازپیش این شرکت اقدام به فراهم نمودن زیرساختهای ایجاد دو کارخانه دیگر نموده که رشد صنعت شهرستان را نیز در پی خواهد شد. درسالهای گذشته توسعه غیراصولی و خلاف مقررات مهندسی شهرسازی باعث توسعه شهر و درنتیجه همجواری آن با کارخانه ماسه گردیده که جابجایی کارخانه رابرای آسایش شهروندان فیروز کوهی می‌طلبد. صنعت شیشه‌سازی رواج دارد و کارخانه‌های شیشه‌سازی زیادی در آن مشغول به کارند. همچنین به تازگی کارخانهٔ سیمان فیروزکوه با ظرفیت تولید بالا در این شهرستان راه اندازی شده‌است

## دامداری و دامپروری
دلیل موقعیت جغرافیایی مناسب و آب و هوای مساعد، و همچنین وجود رودخانه‌ها و منابع آب شیرین در این شهرستان، باغداری رواج زیادی دارد. از محصولات کشاورزی فیروزکوه می‌توان به گندم، جو، بنشن، تره بار، زرد آلو، سیب، گیلاس، گلابی، گردو، انگور و آلبالو اشاره کرد.
دامداری در فیروزکوه به دو شکل مدرن و سنتی وجود دارد. در این شهرستان واحدهای مرغداری هم مشغول به کارند که مرغ و تخم مرغ تولیدی آن‌ها عموماً به مصرف داخلی می‌رسد.
پرورش آبزیان: در زمینه پرورش آبزیان ۱۰ استخر پرورش ماهی با تولید ۱۸۶ تن در سال بیش از ۲۵٪ تولید ماهیان سردابی استان را به خود اختصاص می‌دهد. ضمناً ایجاد اولین مجتمع شیلاتی کشور در این شهرستان در زمینی به وسعت ۲۰ هکتار توسط اداره کل شیلات استان در دست مطالعه‌است که به زودی عملیات اجرایی آن آغاز خواهد شد. مجتمع مذکور در ۴۰ مزرعه پرورش ماهی قزل آلا به صورت مداربسته با تولید سالانه ۴۰۰۰ تن و اشتغال زایی حدود ۴۰۰ نفر، در کاهش میزان بیکاری در شهرستان تأثیر قابل ملاحظه‌ای خواهد داشت. شایان ذکر است دمای مناسب آب در شهرستان فیروزکوه (۱۴ درجه سانتیگراد) مناسبترین دما برای پرورش آبزیان است.

## اماکن گردشگری

### تنگه واشی مهمترین جاذبه توریستی فیروزکوه

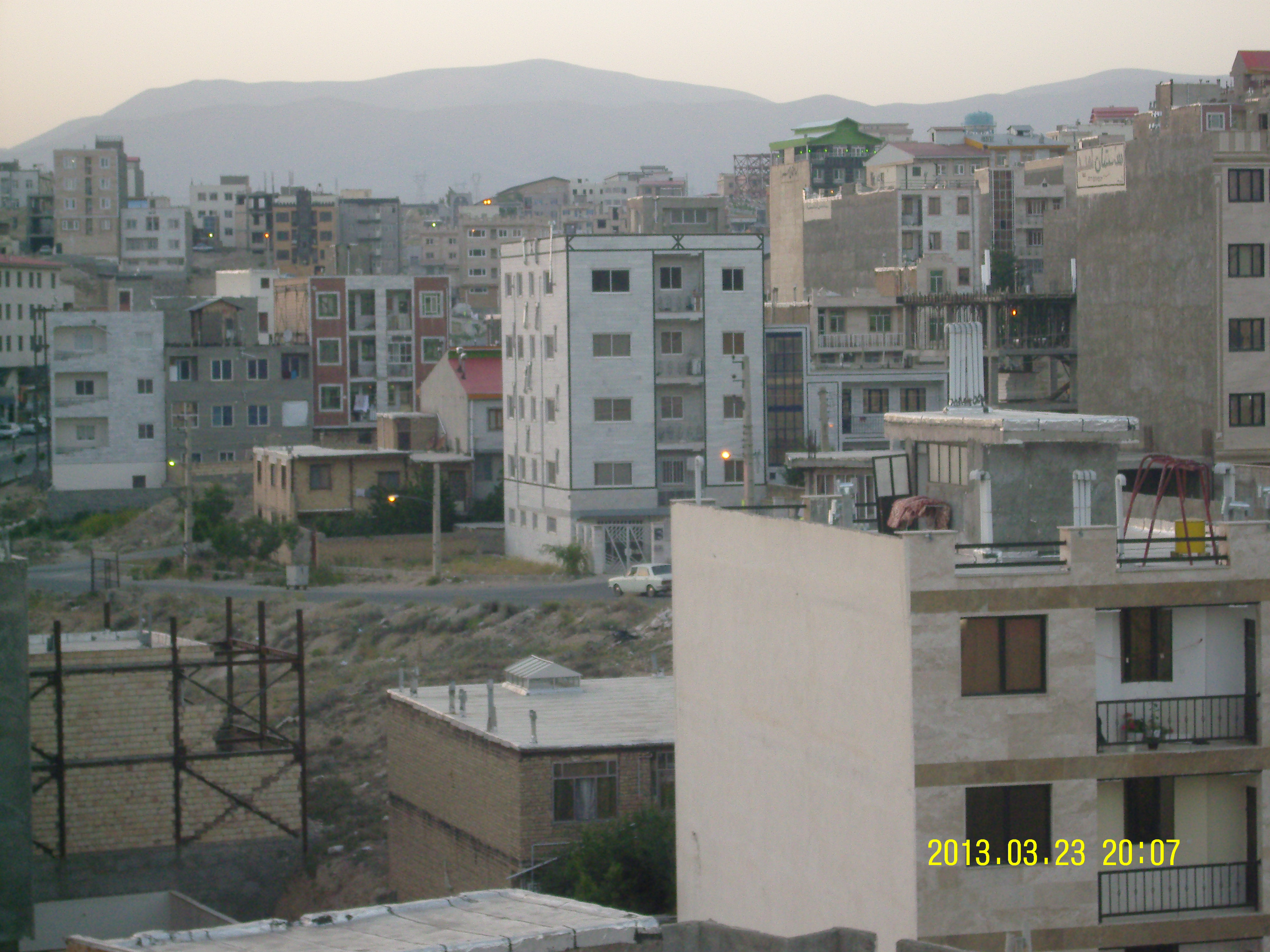
بخش‌های تازه ساخت شهر

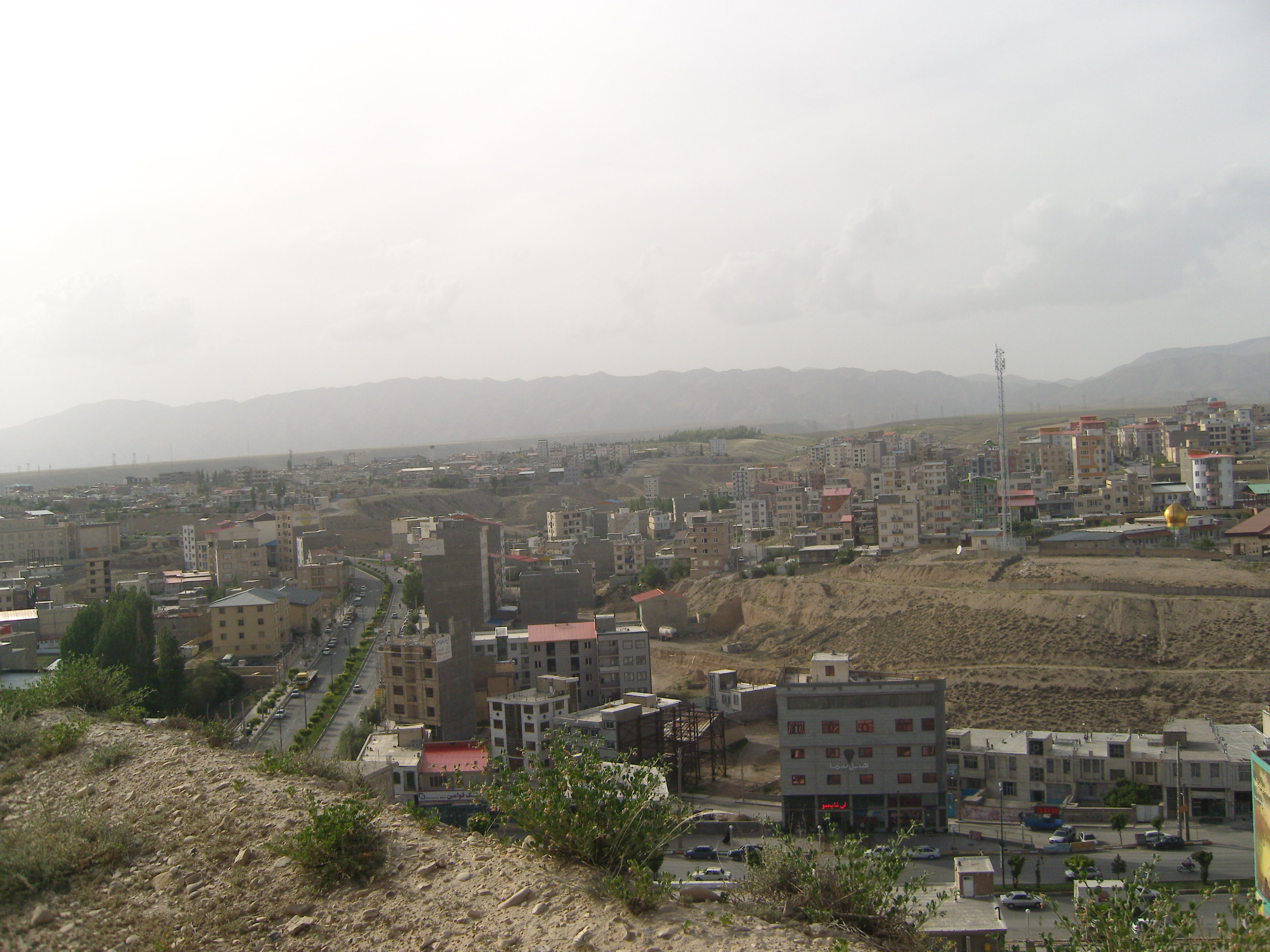
نمای شهر از بلندی‌های مفت آباد

تنگه واشی مکانی با جاذبه‌های گردشگری است که در حدود ۱۵ کیلومتری شمال غربی شهرستان فیروزکوه قرار گرفته و با داشتن آب و هوای مناسب در تابستان‌ها، میزبان جمعیت کثیری از مسافران و گردشگران می‌باشد. شاید یکی از جذابترین بخش‌های سفر به تنگه واشی حرکت در رودخانه‌ای است که در بین یک دره سنگی قرار دارد. با توجه به نزدیکی تنگه واشی به شهر تهران، امکان مسافرت یک روزه به این منطقه وجود دارد و به‌خصوص در تابستان هزاران نفر از ساکنین استان تهران و دیگر استان‌های اطراف به این منطقه مسافرت می‌کنند. در سال‌های اخیر، بسیاری از موسسه‌های توریستی، اقدام به برگزاری تورهای گوناگونی در این منطقه نموده‌اند که همین امر باعث افزایش شهرت و معروفیت این منطقه شده‌است.

### آثار باستانی تنگه واشی

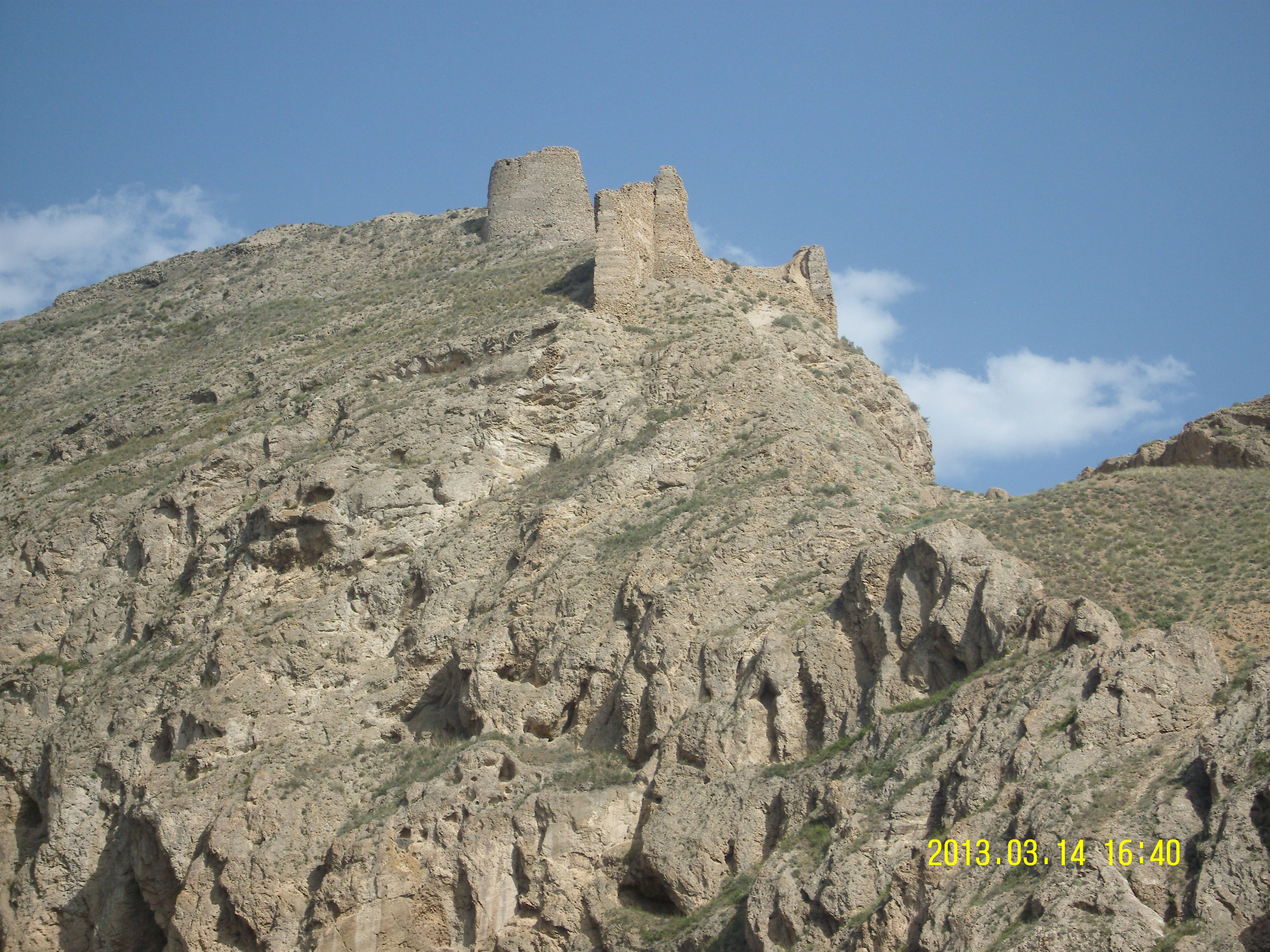
قلعه باستانی فیروزکوه

تنگه واشی علاوه بر طبیعت زیبا، دارای آثار باستانی نیز می‌باشد. یکی از سه کتبیه معروف دوره قاجار در این تنگه واقع شده‌است. دو کتبیه دیگر در چشمه علی شهر ری و تونل وانا در جاده هراز واقع شده‌اند. هر سه این کتیبه‌ها به دستور فتحعلی شاه قاجار حکاکی شده‌است. فتحعلی شاه که دوران پیش از پادشاهی خویش را در شیراز گذرانده بود، با دیدن نقش برجسته‌های آن دیار، سه نفر به نامهای حجارباشی، نقاش باشی و معمارباشی را مسئول ساخت این سه کتبیه در تهران کرد. کتیبه واقع در تنگه واشی دارای ابعاد شش در هفت متر است که وقایع زمان فتحعلی شاه دور تا دور کتیبه روایت شده‌است. بزرگ‌ترین نقش برجسته این کتیبه‌ها، نقش شکارگاه با تصویر اسب، نیزه و شکارهایش است که در اطراف آن می‌توان عباس میرزا، علی قلی میرزا و علی نقی میرزا پسران فتحعلی شاه و همچنین نوادگانش را در حال شکار دید. این کتیبه که حدوداً ۱۸۵ ساله‌است به گونه‌ای در دل کوه حک شده که از بارش باران و تابش آفتاب در امان بوده‌است اما صنعت گردشگری به آن آسیب وارد نموده‌است.

### چشمه آب معدنی خمده
چشمه آب معدنی خمده در فاصله ۱۵ کیلومتری جاده تهران، فیروزکوه و در مسیر رودخانه حبله رود و در نزدیکی روستای خمده واقع شده‌است. فاصله این چشمه تا جاده فیروزکوه – زرین دشت ۵ کیلومتر است. آب این چشمه برای درمان بیماری‌های مفاصل و استخوان، بیماری‌های پوستی (جوش- زخم و …) و زردی کاربر دارد. فصل استفاده از این آب بهار و تابستان است.

## دانشگاه‌ها
- دانشگاه پیام نور فیروزکوه
- دانشگاه آزاد اسلامی واحد فیروزکوه

## ترابری

### بزرگراه‌ها
- بزرگراه تهران-فیروزکوه-قائمشهر
- بزرگراه فیروزکوه-سمنان

### راه‌آهن

ایستگاه راه‌آهن فیروزکوه

ایستگاه راه‌ آهن فیروزکوه در منتهی الیه شرق خیابانی که از میدان معلم (راه‌آهن) شهر فیروزکوه آغاز می‌شود و حدود صد پنجاه متر امتداد می یابد یکی از ایستگاه‌های راه آهن سراسری که به ایستگاه‌ فيروزكوه شهرت دارد قرار گرفته است. ساختمان ایستگاه راه آهن فیروزکوه مستطیل شکل و در جهت شمال-جنوب در دو طبقه ساخته شده که در سال ۱۳۱۰ هجری شمسی احداث شده است.

### مترو
سال ۱۳۹۲ طی اظهارات حسن کریمی معاون وقت امور عمرانی استاندار تهران، شرکتی تحت عنوان «شرکت قطار شهری شهرهای استان تهران» تشکیل شده است، که یکی از مهمترین وظایف آن احداث خط مترو تهران-رودهن-آبسرد-فیروزکوه (توسعه شرقی خط ۲ مترو تهران) است.
گویا طرح احداث این مترو در مرحله مطالعاتی مانده است.